# هیز پی‌ال‌سی
هیز (انگلیسی: Hays) یک شرکت چندملیتی انگلیسی است که خدمات استخدام و منابع انسانی را در ۳۳ کشور جهان ارائه می‌دهد. این نماد در سازمان اوراق بهادار بورس لندن ثبت شده‌است و شاخص آن FTSE 250 است.